# Guy des Cars

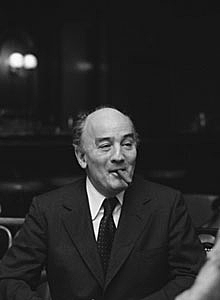
Guy des Cars

Guy des Cars, voluit Guy Augustin Marie Jean de Pérusse des Cars, (Parijs (16), 6 mei 1911) - aldaar,  (13), 21 december 1993) was een Frans schrijver.

## Biografie
Guy des Cars was afkomstig uit de Franse aristocratie, als zoon van François de Pérusse, hertog van Les Cars (1875-1941) en zijn echtgenote Maria Teresa Edwards (1879-1941). Guy des Cars zelf zou drie maal huwen. Op 17 april 1934 huwde hij te Nancy met Françoise Vilgrain (1914-2004), van wie hij in 1938 scheidde. Op 19 februari 1942 huwde hij in Nice met Jacqueline Jourdan (1922), Monegaskisch burger, van wie hij scheidde op 21 december 1946. Met haar kreeg hij een zoon, Jean des Cars, geboren in 1943, journalist en auteur gespecialiseerd in historische werken. Op 12 mei 1947 ten slotte huwde hij in Parijs (XVI) met Marthe Claquin (1912-1999), die onder de naam Marta Labarr bekend was als opera- en toneelspeelster.
Van zijn zevende tot zijn zestiende studeerde Guy des Cars bij de jezuïeten. Op zijn negentiende trok hij naar Chili, om een eind te maken aan een liefdesavontuur. Bij zijn terugkeer in Frankrijk schreef hij een boulevardkomedie, Croisière pour dames seules. Hij begon vervolgens een journalistieke carrière. Op zijn 28ste werd hij hoofdredacteur van Jour. Als infanterieluitenant ontving hij een Croix de Guerre voor zijn acties aan het front. Na de nederlaag in 1940 trok hij zich terug in Zuid-Frankrijk, waar hij zijn eerste roman schreef, de oorlogsroman L'Officier sans nom. De volgende decennia zouden verschillende succesvolle romans volgen. In 1962 werd hij verkozen als directeur van de Académie du Maine. In 1974 publiceerde hij een autobiografisch werk, J'ose.
Guy des Cars overleed in 1993 en werd begraven op het kerkhof van Hautefort in de Dordogne.

## Verfilmingen
Verschillende van de werken van Guy des Cars werden verfilmd, waaronder:
- 1987 : La brute, van Claude Guillemot.
- 1991 : L'Impure, een televisiefilm van Paul Vecchiali.
- 1994 : La Corruptrice, een televisiefilm van Bernard Stora.